# Nanuya Lailai Island
Nanuya Lailai Island är en ö i Fiji.   Den ligger i divisionen Västra divisionen, i den nordvästra delen av landet, 170 km nordväst om huvudstaden Suva.